# Kargi, Hirekerur
Kargi là một làng thuộc tehsil Hirekerur, huyện Haveri, bang Karnataka, Ấn Độ.